# Literaturverhältnisse
Der ursprünglich marxistische Begriff Literaturverhältnisse, wie ihn Lenin 1905 in Parteiorganisation und Parteiliteratur aufbrachte, bezeichnet einen „sozial bestimmten, organisierten Zusammenhang von Funktion und Wirkung der Literatur, von Schriftsteller und Leser, Produktion, Vermittlung und Rezeption“ (D. Röseberg), wiederum in Anlehnung an den Marxschen Begriff der „Produktionsverhältnisse“. Von diesem älteren Begriff abgeleitet ist letztlich auch das Theorem des „literarischen Feldes“ (champ littéraire) von Pierre Bourdieu.
Oft wird synonym der Begriff des „Literaturmarktes“ verwandt, auch wenn dieser stärker an die rein ökonomische Ebene gebunden ist.